# Emerson Norton
Emerson Carlysle Norton (16. november 1900 – 10. marts 1986) var en amerikansk sportsudøver som deltog i de olympiske lege 1924 i Paris.
Norton vandt en sølvmedalje i atletik under OL 1924 i Paris. Han kom på en andenplads i tikamp efter sin landsmand Harold Osborn. Der var seksogtredive deltagare fra toogtyve lande som deltog i tikampen som blev afviklet fra den 11. til 12. juli 1924. 